# 福岡県道415号口ノ原稲築線
福岡県道415号口ノ原稲築線（ふくおかけんどう415ごう くちのはらいなつきせん）は、福岡県飯塚市から嘉麻市に至る一般県道である。

## 概要
飯塚市口原から嘉麻市岩崎に至る。
起点から福岡県道414号鶴三緒田川線との交点（飯塚市綱分）まではおおむね庄内川に並行して南方向へ進む。県道414号と合流後は西進するが、分岐すると再び南進。嘉麻市に入るとJR九州後藤寺線の踏切を超え、福岡県道402号飯塚山田線と合流する。嘉麻市平で県道402号と分岐し、南西方向に進むと終点に到着する。

### 路線データ
- 起点：福岡県飯塚市口原（石丸団地交差点、国道200号交点）[1]
- 終点：福岡県嘉麻市岩崎（稲築郵便局前交差点、国道211号交点、福岡県道444号豆田稲築線終点）[1]
- 実延長：8.743 km[1]（うち嘉麻市1.429 km[2]）

## 路線状況

### 重複区間
- 福岡県道414号鶴三緒田川線（飯塚市綱分・赤松橋交差点 - 飯塚市綱分・網分栄町交差点）
- 福岡県道402号飯塚山田線（嘉麻市鴨生・下鴨生交差点 - 嘉麻市平）

### 道路施設

#### 橋梁
- 神崎橋[1]（庄内川、飯塚市）
- 綱分橋[1]（庄内川、飯塚市）
- 大倉橋[1]（山田川、嘉麻市）
- 岩崎大橋[1]（遠賀川、嘉麻市）

### 交通量
24時間自動車類交通量（上下合計）（単位：台）　道路交通センサス
| 区間                     | 平成17（2005）年度 | 平成22（2010）年度 | 平成27（2015）年度 |
| ------------------------ | ------------------ | ------------------ | ------------------ |
| 起点 - 国道201号（現道） | 8,553              | 8,315              | 10,554             |
| 国道201号（現道） - 終点 | 4,930              | 4,762              | 04,616             |

（出典：国交省ホームページ「平成22年度全国道路・街路交通情勢調査 一般交通量調査 箇所別基本表（福岡県）」p.71、「平成27年度全国道路・街路交通情勢調査 一般交通量調査 箇所別基本表（福岡県）」p.63）

## 地理

### 通過する自治体
- 福岡県
  - 飯塚市 - 嘉麻市

### 交差する道路
| 交差する道路                           | 市町村名 | 交差する場所 | 交差する場所              |
| -------------------------------------- | -------- | ------------ | ------------------------- |
| 国道200号 / バイパス                   | 飯塚市   | 口原         | 石丸団地交差点 / 起点     |
| 国道201号 / 現道                       | 飯塚市   | 有安         | 仁保交差点                |
| 国道201号 / 飯塚庄内田川バイパス       | 飯塚市   | 綱分         |                           |
| 福岡県道414号鶴三緒田川線 重複区間起点 | 飯塚市   | 綱分         | 赤松橋交差点              |
| 福岡県道414号鶴三緒田川線 重複区間終点 | 飯塚市   | 綱分         | 網分栄町交差点            |
| 福岡県道402号飯塚山田線 重複区間終点   | 嘉麻市   | 鴨生         | 下鴨生交差点              |
| 福岡県道402号飯塚山田線 重複区間終点   | 嘉麻市   | 平           |                           |
| 国道211号 福岡県道444号豆田稲築線      | 嘉麻市   | 岩崎         | 稲築郵便局前交差点 / 終点 |

### 交差する鉄道
- 後藤寺線

### 沿線
- 庄内図書館
- 庄内郵便局
- 飯塚市立庄内中学校
- 嘉麻市稲築体育館
- 稲築鴨生公園